# Anthony Bonner
Anthony Bonner (ur. 8 czerwca 1968 w Saint Louis) – amerykański koszykarz, grający na pozycjach niskiego lub silnego skrzydłowego, po zakończeniu kariery zawodniczej – trener koszykarski.
W 1986 został wybrany najlepszym zawodnikiem szkół średnich stanu Missouri (Missouri Mr. Show-Me Basketball).

## Osiągnięcia
Na podstawie, o ile nie zaznaczono inaczej.

### NCAA
- Wicemistrz turnieju National Invitation Tournament (NIT – 1989, 1990)
- Zaliczony do:
  - I składu:
    - najlepszych pierwszorocznych zawodników NCAA – Freshman All-American (1987 przez Basketball Weekly)
    - All-MCC (1989, 1990)

  - Galerii Sław klubu Billikens (1996)
  - składu stulecia uczelni – SLU’s All-Century men’s basketball team
- Lider NCAA w średniej zbiórek (1990 – 13,8)[5]
- Drużyna Saint Louis Billikens zastrzegła należący do niego numer 34

Rekordy uczelni
- Najwięcej:
  - punktów w:
    - jednym meczu – 45
    - historii uczelni – 1972

  - zbiórek w historii uczelni – 1424
  - przechwytów w historii uczelni – 192
  - rozegranych:
    - minut w historii uczelni – 4536
    - spotkań w historii uczelni – 130

### NBA
- Wicemistrz NBA (1994)

### Drużynowe
- Mistrz Portoryko (2002, 2004)
- Wicemistrz:
  - Rosji (2002)
  - Portoryko (2003)
- Zdobywca pucharu Hiszpanii (1999)
- 3. miejsce podczas mistrzostw Grecji (1997)
- Uczestnik rozgrywek Pucharu Koracia (1996/1997, 2001/2002 – TOP 8)

### Indywidualne
- Obrońca roku hiszpańskiej ligi ACB (1999, 2000 według Gigantes del Basket)[6]
- MVP kolejki ligi ACB (22 – 1998/1999)
- Zaliczony do Galerii Sław Sportu Saint Louis
- Uczestnik meczu gwiazd ligi:
  - CBA (2004)
  - greckiej (1996)
- Lider w przechwytach ligi: 
  - hiszpańskiej (2000)
  - portorykańskiej (2004)